# Dodo (oiseau)
Raphus cucullatus
Pour les articles homonymes, voir Dodo.
Genre
Espèce
Répartition géographique
Statut de conservation UICN

 EX  : Éteint
Synonymes
- Struthio cucullatus (Linnaeus, 1758)
- Didus ineptus (Linnaeus, 1766)

Le Dronte de Maurice (Raphus cucullatus) est une espèce d'oiseaux de l'ordre des Columbiformes, endémique de l'île Maurice, disparue depuis la fin du XVIIe siècle. Il est plus connu sous le nom de dodo, nom vernaculaire également utilisé pour désigner le Solitaire de Bourbon, bien que celui-ci appartienne à un autre ordre.
Apparenté au Solitaire de Rodrigues et appartenant comme les pigeons à la famille des Columbidae, ce dronte vivait dans les forêts ou les plaines. Il mesurait environ un mètre pour une masse moyenne de 10,2 kilogrammes. Découvert à la fin du XVIe siècle, il était décrit comme lent, ne fuyant pas l'homme, gros et presque cubique. Son corps au plumage bleu gris était pourvu d'ailes atrophiées jaune et blanc, ainsi que d'un panache de quatre ou cinq plumes de mêmes couleurs en guise de queue. Ses pattes jaunes comportaient quatre doigts (trois à l'avant et un à l'arrière) terminés par de grands ongles noirs. Son bec crochu avait une tache bleue caractéristique à son extrémité et une rouge sur la mandibule inférieure. Sa tête noire ou grise possédait deux plis importants à la base du bec.
Décrit pour la première fois à la fin du XVIe siècle lors de l'arrivée des Européens sur l'île Maurice, le Dodo s'est éteint moins d'un siècle plus tard. Il est aujourd'hui souvent cité comme un archétype de l'espèce éteinte car sa disparition, survenue à l'époque moderne, est directement imputable à l'activité humaine.

## Dénominations
Selon la Commission internationale des noms français d'oiseaux, le nom normalisé en français est « Dronte de Maurice ».
L'étymologie du mot dodo n'est pas claire. Il pourrait être issu du néerlandais dodars ou dodoors, qui signifie « paresseux ». Il pourrait aussi provenir du néerlandais dodaars (« fesses nouées »), faisant référence à la forme de nœud que prennent les plumes de l'extrémité postérieure du dodo. La première apparition du terme dodaerse se trouve dans le journal de Willem van Westsanen, en date de 1602. Thomas Herbert a utilisé le mot dodo en 1627, mais il n'est pas certain que ce soit la première apparition du mot. Les Portugais avaient déjà visité l'île en 1507, mais dans les écrits que l'on possède actuellement, ils n'avaient pas fait mention de l'oiseau. Néanmoins, selon le dictionnaire Encarta, le Chambers Dictionary et le Van Dale étymologique, « dodo » est un mot qui dérive du portugais doudo (actuellement doido), qui signifie fou, stupide. Cependant, le mot portugais actuel pour l'oiseau, dodó (ou dodô), dérive du mot utilisé internationalement, dodo.
David Quammen avait émis l'hypothèse que « dodo » renvoie à une approximation de l'onomatopée du cri caractéristique de l'espèce, un son ressemblant à « dou-dou ».
L'épithète spécifique cucullatus est formée sur le latin cucullus, « capuchon », soit « qui porte un capuchon ».

## Caractéristiques

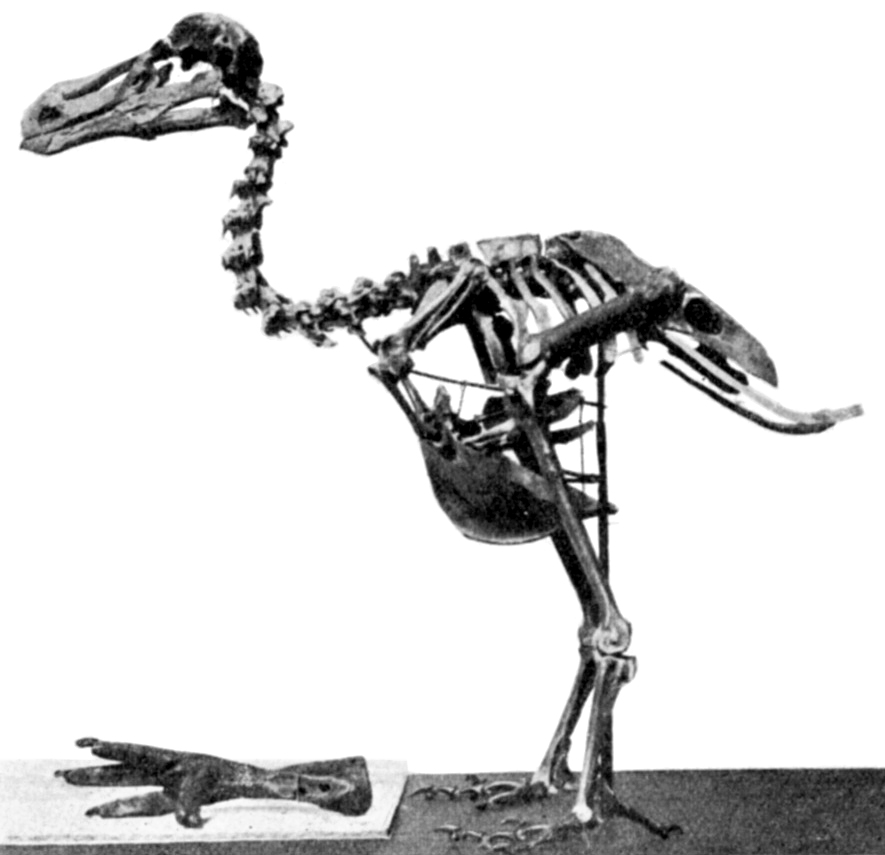
Squelette de dodo ré-assemblé à partir de plusieurs spécimens.

En octobre 2005, une équipe internationale de chercheurs a effectué des fouilles sur une partie de Mare-aux-Songes, le site le plus important de restes de dodos. De nombreux restes ont été trouvés, dont des os des oiseaux à différents stades de maturité et plusieurs os appartenant manifestement au squelette d'un même individu et conservés en position naturelle. Ces résultats ont été rendus publics en décembre 2005 au Naturalis de Leyde.

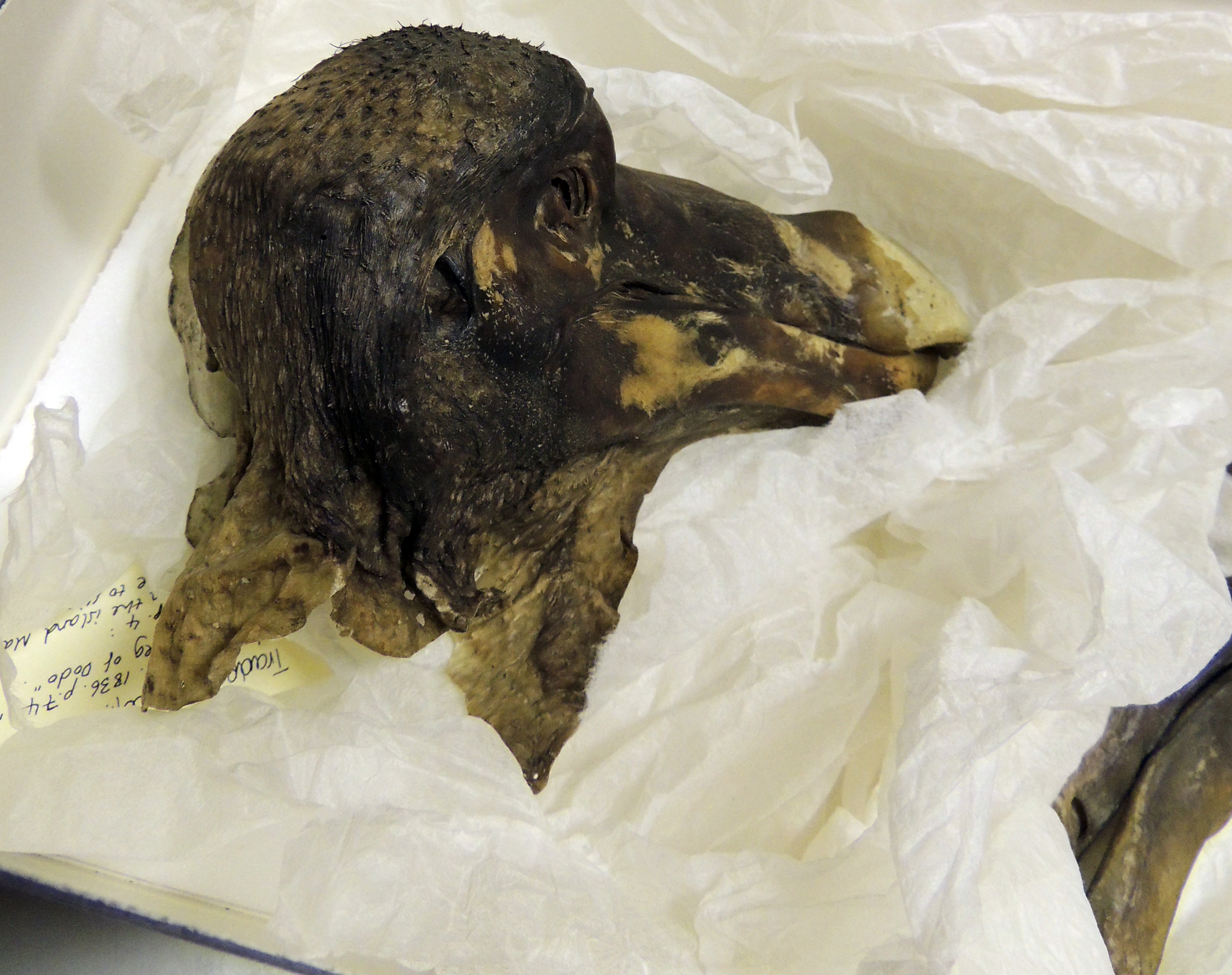
Restes d'une tête de dodo empaillé du musée d'histoire naturelle de l'université d'Oxford.

Avant cela, quelques os isolés ont été interprétés comme des restes d'espèces apparentées au dodo : le muséum de Dublin et celui d'Oxford, entre autres, possèdent un modèle de dodo assemblé à partir de tels restes dissociés. Le muséum d'East London, en Afrique du Sud, possède un œuf attribué au dodo. Un squelette et une reconstitution de dodo sont présentés dans la galerie de Paléontologie du Muséum national d'histoire naturelle, au Jardin des plantes, à Paris. Enfin, le Manchester Museum expose une petite collection d'os de dodos. Une reconstitution d'un dodo, créée par le taxidermiste québécois Charles-René Bazinet au Biodôme de Montréal, propriété des Cercles des Jeunes Naturalistes, y est visible du 30 mai 2015 à 2019.
En juin 2006, un groupe d'aventuriers explorant une grotte située sur l'île Maurice a trouvé le squelette de dodo le plus complet et le mieux préservé jamais découvert.

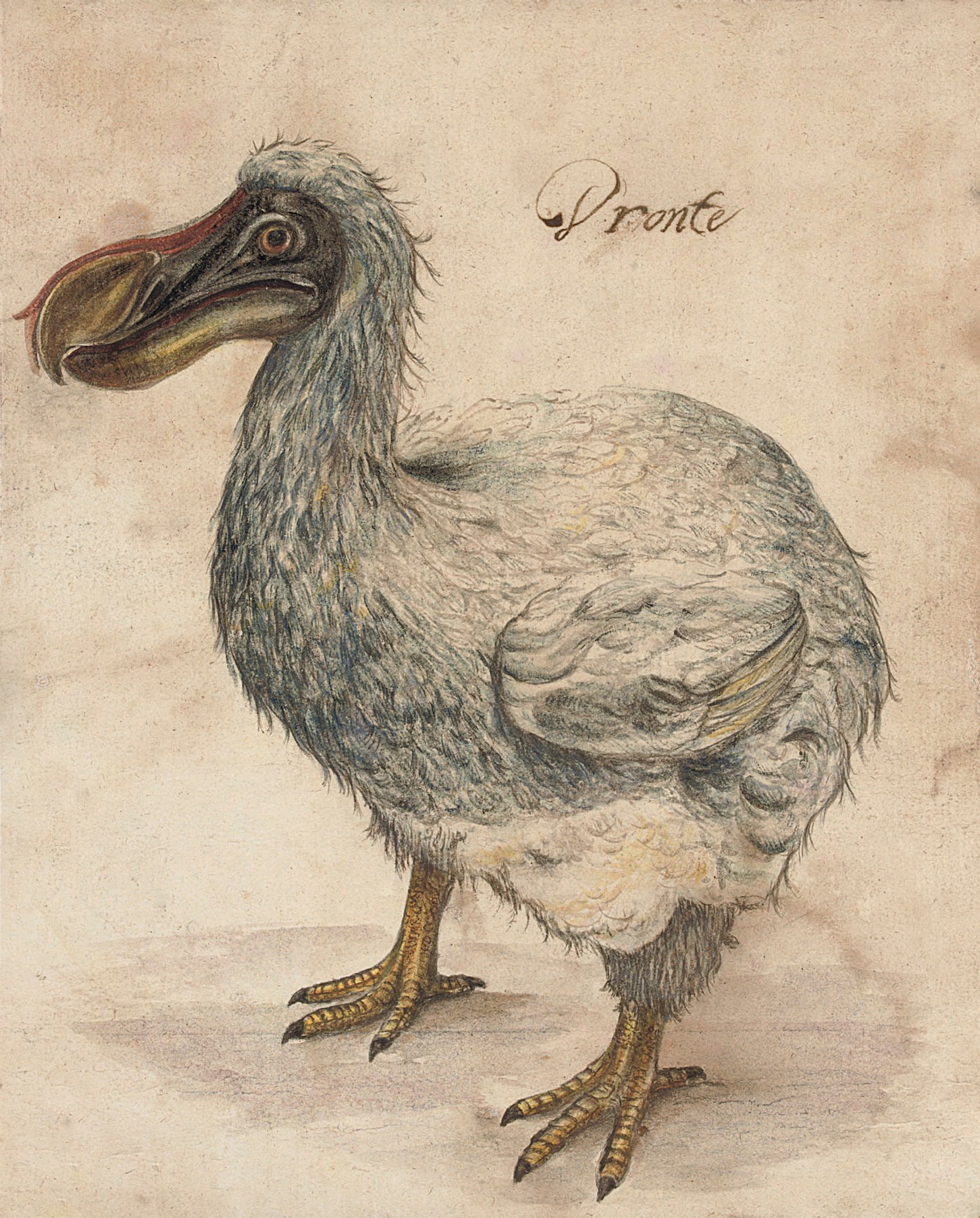
Illustration d'un dodo (XVII).

D'après les illustrations d'artistes du dodo, celui-ci était doté d'un plumage grisâtre, d'un bec d'environ 23 centimètres avec une extrémité crochue, de très petites ailes, de robustes pattes jaunes et d'une touffe de plumes sur son derrière. Les dodos étaient de très gros oiseaux, pesant environ 23 kilogrammes, donnée remise en cause par une étude scientifique. La masse moyenne serait plutôt de 10,2 kilogrammes. Le sternum était insuffisant pour permettre le vol ; les dodos ont évolué pour s'adapter à un écosystème insulaire sans prédateurs.
L'image traditionnelle du dodo est celle d'un animal gros, maladroit, d'où le synonyme Didus ineptus ; cependant, plusieurs contestations sont nées récemment sur cette approche de l'oiseau. Les scientifiques d'aujourd'hui avancent l'idée que les représentations anciennes du dodo sont celles de dodos suralimentés vivant en captivité. Étant donné que l'île Maurice connaît des saisons sèches et humides, le dodo s'engraissait probablement lui-même à la fin de la saison humide afin de pouvoir vivre durant la saison sèche, durant laquelle la nourriture se faisait plus rare ; les rapports contemporains décrivent des oiseaux « voraces » et parfois agressifs. En captivité, où la nourriture est disponible en grande quantité, les dodos se suralimentent très facilement.

## Écologie et comportement
Plusieurs versions demeurent sur le régime alimentaire du dodo. Au XIXe siècle, Henri de Blainville, pensant que le dodo était proche du vautour, voyait l'alimentation du dodo principalement constituée de chairs d'animaux morts, tandis que Linné ou Cuvier, pour qui il était plus proche des gallinacés, avançaient la possibilité que le dodo se nourrissait de graines. Roelandt Savery pensait quant à lui que le dodo mangeait des coquillages et des escargots. L'hypothèse la plus répandue actuellement avance que l'alimentation du dodo se basait essentiellement sur les graines et les fruits.
Les travaux du professeur américain Stanley Temple ont légèrement perturbé les connaissances sur l'alimentation du dodo. Celui-ci défendit l'explication selon laquelle seule l'ingestion des graines du tambalacoque par le dodo pouvait permettre leur germination ; il affirma que l'extinction du dodo était la cause de la disparition progressive des tambalacoques. Il gava dix-sept dindons sauvages de fruits de tambalacoque : trois d'entre eux ont germé. Temple n'a pas essayé de faire germer des graines de fruits non ingérés par les dindons, ce qui rend les résultats de son expérience peu certains. Temple a aussi ignoré les rapports sur la germination des graines de tambalacoque établis par A. W. Hill en 1941 et H. C. King en 1946, d'après lesquels les graines germaient, bien que très rarement, sans nécessiter l'abrasion de la graine dans le gésier du dodo,,,.

## Distribution
Raphus cucullatus était une espèce endémique de l'île Maurice.

## Classification

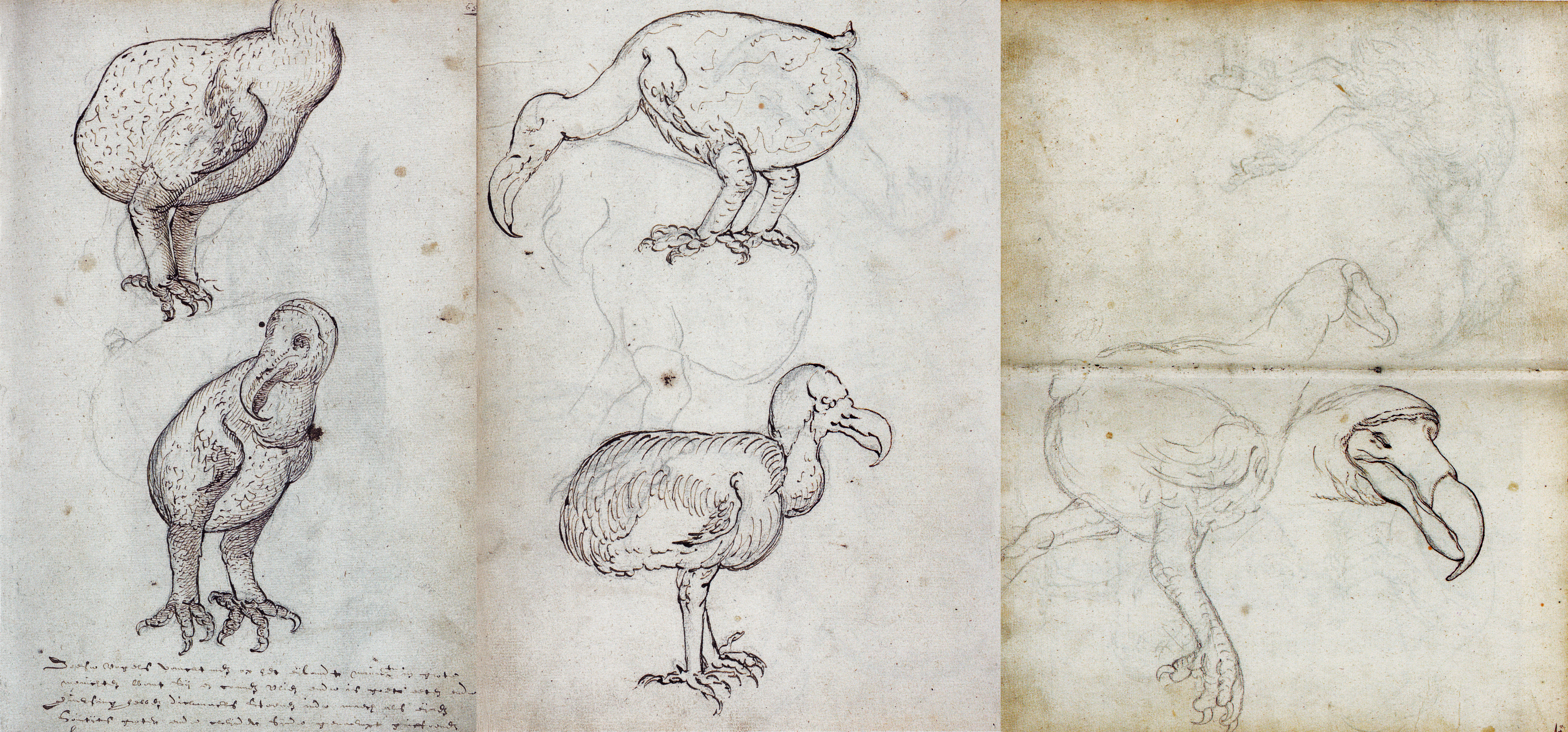
Dessins d'un dodo tirés du journal de bord d'un vaisseau de la Compagnie des Indes Orientales, le VOC Gelderland, lors d'un voyage effectué entre 1601 et 1603.

Les premières descriptions connues du dodo ont été faites par les Néerlandais. Ils l'avaient initialement appelé walgvogel (littéralement, « oiseau répugnant »), faisant allusion à son goût. Bien que, par la suite, de nombreux écrits affirmeront que la viande du dodo est mauvaise, les premiers journaux mentionnent uniquement que la viande est ferme mais bonne, bien que pas aussi bonne que celle des pigeons, disponible en abondance. Le nom « walgvogel » a été utilisé pour la première fois dans le journal du vice-amiral Wybrand van Warwijck, qui a visité l'île en 1598 et qui lui a donné son nom actuel, Maurice, en l'honneur du prince néerlandais Maurice de Nassau. En 1606, Cornelis Matelief de Jonge a écrit une importante description du dodo ainsi que d'autres oiseaux, plantes et animaux de l'île Maurice.

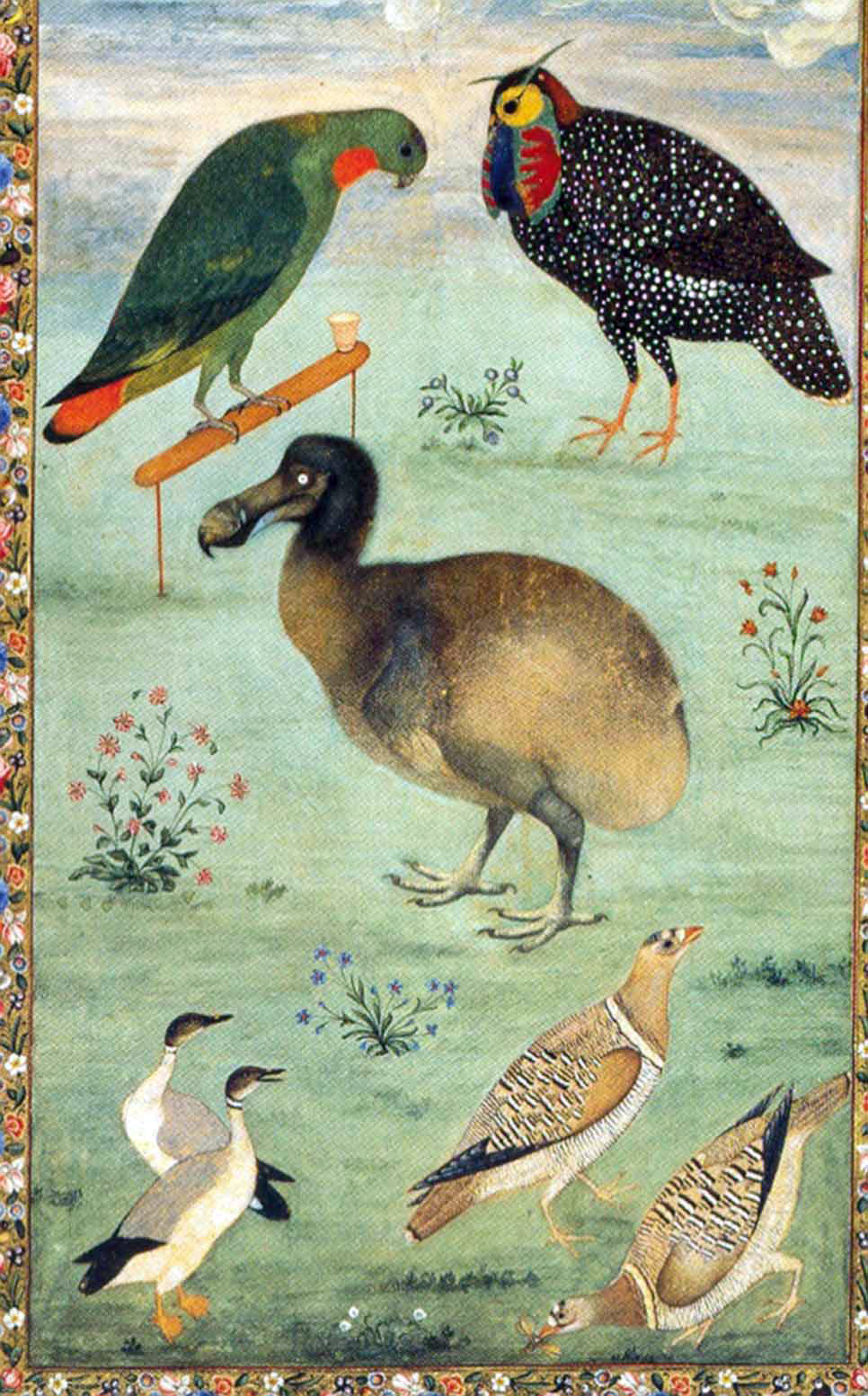
Une des premières illustrations du dodo, par l'artiste moghol Ustad Mansur.

Le dodo est un parent proche des pigeons modernes. Les analyses du génome mitochondrial et des séquences d'ADN du dodo suggèrent que ses ancêtres ont divergé de ceux de son plus proche parent connu, le Dronte de Rodrigues (aussi éteint), aux environs de la frontière Paléogène-Néogène. Comme les îles Mascareignes sont d'origine volcanique et sont vieilles de moins de 10 millions d'années, les ancêtres des deux espèces sont probablement restés capables de voler durant un certain temps après la séparation de leurs lignées. La même étude a aussi été interprétée de façon à montrer que le Nicobar à camail est le plus proche parent vivant du dodo.
Cependant, la phylogénie proposée est légèrement discutable concernant les relations avec les autres taxons et doit donc être considérée comme hypothétique jusqu'à de nouvelles recherches ; au regard des données biogéographiques, il est probable qu'elle soit erronée. Tout ce qui peut actuellement être affirmé avec certitude est que les ancêtres du dodo et du Dronte de Rodrigues sont des pigeons d'Asie du Sud ou de Wallacea, ce qui s'accorde avec l'origine de la plupart des oiseaux des Mascareignes. On ignore encore si le dodo et le Dronte de Rodrigues sont plus proches du Nicobar à camail ou d'autres groupes de la même lignée telles que les groupes Ducula, Treron ou Goura.
Pendant longtemps, le dodo et le Dronte de Rodrigues ont été placés dans une famille qui leur est propre, la famille des Raphidae, car leurs relations avec d'autres groupes d'oiseaux (comme les rallidés) devaient encore être résolues. Depuis peu, il semble plus justifié de voir le dodo et le Dronte de Rodrigues comme formant une sous-famille des columbidés.
On suppose désormais que le supposé « dodo blanc » décrit par Willem IJsbrantsz. Bontekoe sur La Réunion est basé sur des mauvaises interprétations de l'Ibis de La Réunion, ce qui a conduit à des peintures de dodos en apparence albinos, d'autant qu'aucun squelette proche de l'espèce mauricienne n'a été découvert à La Réunion, la fréquence de l'albinisme ayant tendance à augmenter occasionnellement chez les espèces insulaires.

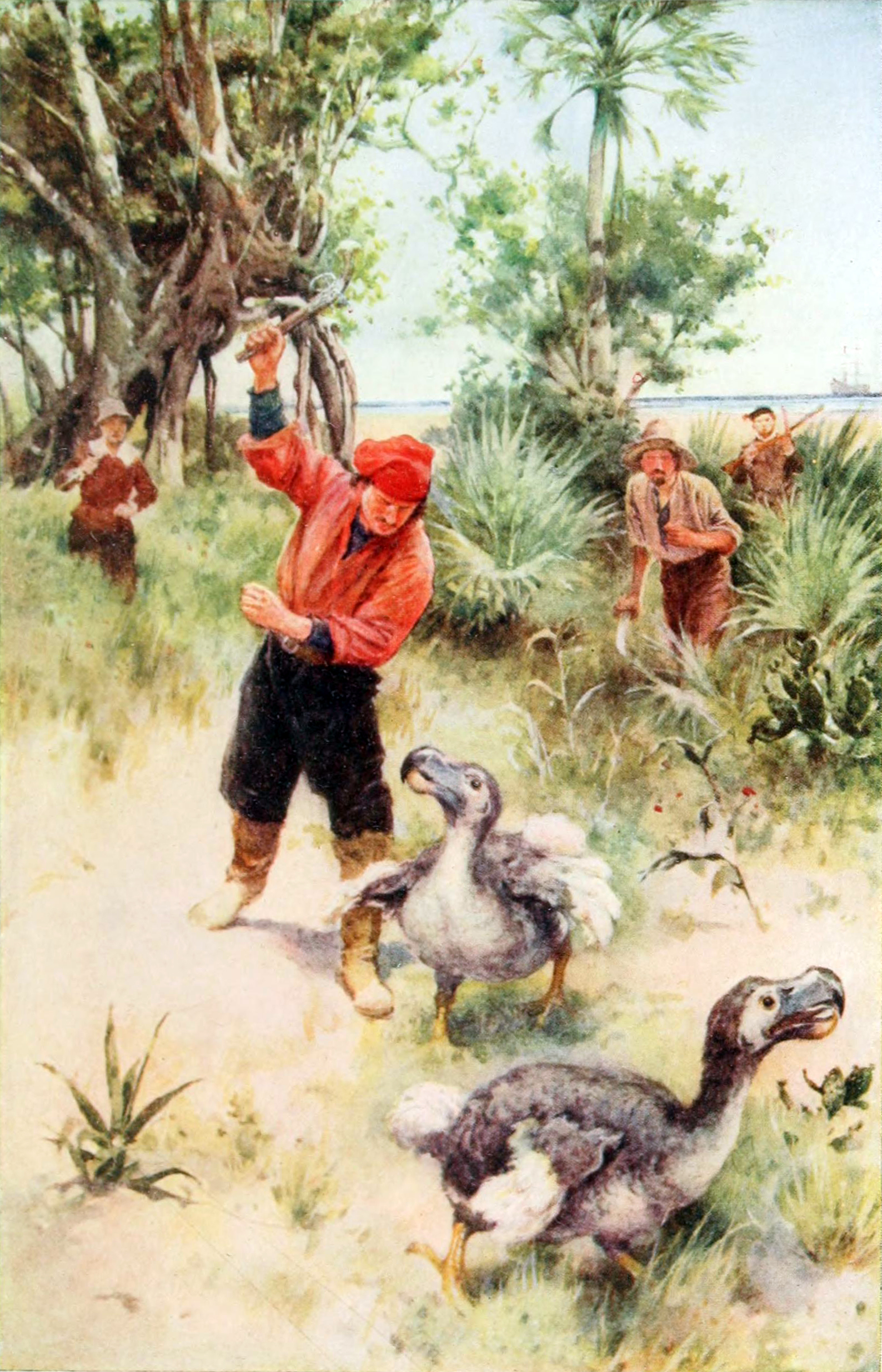
Illustration représentant une chasse aux dodos au XVIIe siècle.

## Extinction
Comme de nombreux animaux qui ont évolué séparément des prédateurs importants et présentent ce qu'on nomme une docilité insulaire, le dodo n'avait développé aucune peur à l'encontre des êtres humains, et ceci, en plus de son incapacité à voler, en a fait une proie facile pour les hommes. Les journaux de l'époque sont remplis de commentaires concernant le mauvais goût et la viande ferme du dodo, alors que d'autres espèces locales comme la poule rouge étaient appréciées pour leur goût. Cependant, pour les nombreux marins de la région, le dodo avait l'avantage d'être comestible et d'être proche des routes commerciales. De plus, lorsque les premiers hommes sont arrivés sur l'île Maurice, ils ont aussi apporté avec eux d'autres animaux qui n'étaient pas sur l'île auparavant, dont des chiens, des porcs, des chats, des rats et des macaques crabiers, qui pillèrent les nids de dodos, alors que l'homme détruisait les forêts que les dodos avaient prises pour foyers ; en fait, l'impact de ces animaux — en particulier celui des porcs et des macaques — sur la population des dodos est considéré comme plus important que celui de la chasse. Les fragments trouvés lors de l'expédition de 2005 sont apparemment ceux d'animaux tués par une crue soudaine ; une telle mortalité aurait menacé d'extinction les espèces déjà vulnérables.

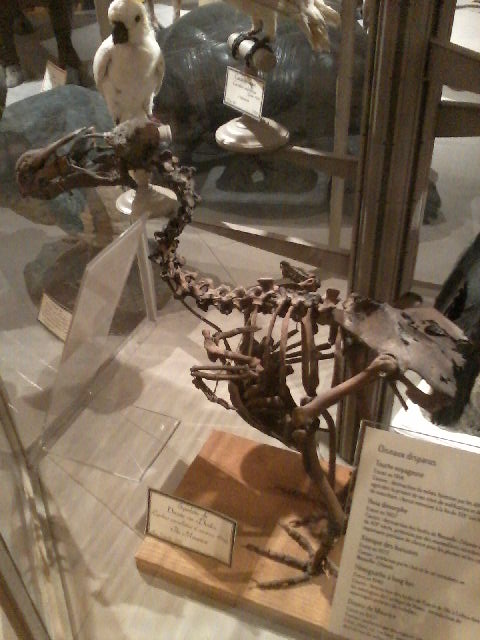
Squelette de dodo au Muséum d'histoire naturelle de La Rochelle.

Bien qu'il existe des rapports concernant les massacres de dodos par les hommes dans le but d'approvisionner les navires, des fouilles archéologiques ont trouvé jusqu'à présent peu de preuves de la prédation par l'homme de ces oiseaux. Des ossements d'au moins deux dodos ont été trouvés dans des grottes à Baie du Cap, qui étaient utilisées comme abris par des esclaves fugitifs et des détenus du XVIIe siècle, mais en raison de leur isolement, elles n'étaient pas facilement accessibles par les dodos naturellement.
La date de l'extinction du dodo est sujette à controverse. Andrew R. Solow et David L. Roberts affirment que « l'extinction du dodo est généralement datée de la dernière observation confirmée d'un représentant de l'espèce, par le marin Volkert Evertsz en 1662 », mais de nombreuses autres sources suggèrent la date plus conjecturale de 1681. Roberts et Solow soulignent que, puisque la dernière observation de dodo antérieure à 1662 remonte à 1638, le dodo se faisait probablement déjà très rare dans les années 1660, et donc un rapport contesté de 1674 ne peut être écarté d'emblée. L'analyse statistique des documents de chasse d'Isaac Johannes Lamotius donne une nouvelle date d'extinction estimée à 1693, avec un intervalle de confiance à 95 % de 1688 à 1715. L'examen d'éléments plus circonstanciés tels que les rapports des voyageurs ou le manque de bons rapports après 1689 montre qu'il est probable que le dodo ait disparu avant 1700, le dernier dodo étant mort près d'un siècle après la découverte de l'île Maurice en 1598 par les Européens.

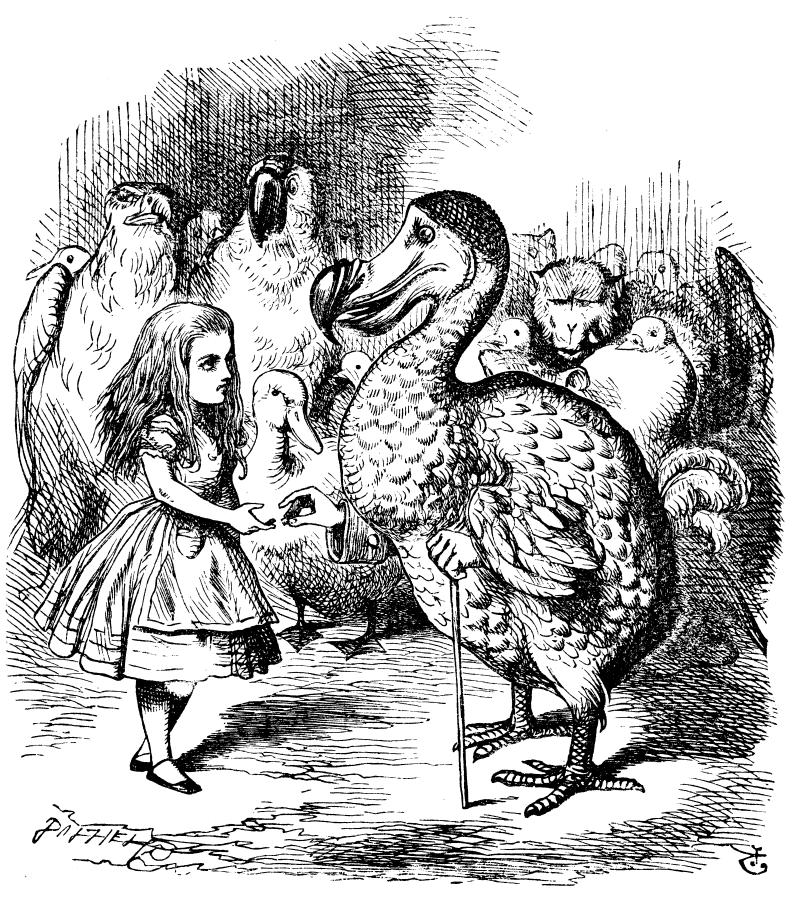
Illustration d'origine (1865) du roman de Lewis Carroll, Les Aventures d'Alice au pays des merveilles.

Peu d'hommes se sont intéressés de près à l'extinction du dodo. Au début du XIXe siècle, beaucoup pensaient que l'espèce n'était qu'un mythe. Avec la découverte des premiers os de dodos dans Mare-aux-Songes et les rapports écrits par George Clarke à leur sujet, l'intérêt pour les dodos a été ravivé. L'année même où Clarke a commencé à publier ses rapports, l'oiseau est devenu un personnage des Aventures d'Alice au pays des merveilles de Lewis Carroll. Grâce à la popularité de l'œuvre, le dodo est devenu un animal célèbre et une icône de l'extinction des animaux facilement identifiable.
Les Anglais ont d'ailleurs tiré deux expressions de son extinction :
- dead as a dodo (« aussi mort qu'un dodo »), c'est-à-dire « tout à fait mort », qui a été par la suite adaptée en néerlandais : zo dood als een dodo[35] ;
- to go the way of the dodo (« suivre le chemin du dodo »), c'est-à-dire « disparaître, s'éteindre ».

Il n'est plus connu que par des fossiles et quelques fragments de tête et de pattes existant dans les musées d'Oxford, de Londres, de Copenhague et de Prague. Quelques individus vivants, d'après lesquels on exécuta des peintures, furent apportés en Europe au XVIIe siècle mais ne purent être élevés. En 2002, l'analyse de son ADN a confirmé sa position phylogénétique.

## Tentatives de résurrection
Des scientifiques anglais espèrent extraire de l'ADN de l'oiseau disparu afin de donner vie à un spécimen de cette espèce ou à un cousin très proche. L'équipe de l'université d'Oxford travaille sur des tests d'ADN de pigeons de la région Afrique/océan Indien,. Malgré les progrès faits en génétique ces dernières années, le pari reste difficile à réaliser. Parallèlement, des travaux[Lesquels ?] sont effectués pour « recréer » l'ADN du dodo, avec l'espoir de le faire « revivre ».
En janvier 2016, un biologiste du nom de Beth Shapiro de l'université de Californie a annoncé à la conférence du Plant and Animal Genomes XXIV que le génome du dodo avait pu être séquencé.
Des cellules du dodo sont disponibles. Le musée d'histoire naturelle de l'université d'Oxford possède une tête et une patte de dodo, une autre patte se trouve à Londres, et plusieurs os sont également conservés en Angleterre.
Les scientifiques[Qui ?] espèrent en tirer de l'ADN en assez bon état pour le comparer à celui d'autres espèces, très proches, qui existent encore en Afrique ou dans la région de l'océan Indien. Ils cherchent à mieux connaître les origines du dodo et, de là, à avoir de meilleures chances de redonner vie à l'espèce. Les scientifiques qui travaillent sur le projet veulent étudier, ainsi, le goura de Victoria (Victoria Crowned Pigeon), de Nouvelle-Guinée, un gros oiseau qui vit au sol et qui vole très peu. Des œufs de ce « cousin » du dodo, après implantation de l'ADN de l'oiseau disparu, pourraient servir à donner le jour à un dodo vivant. L'ADN de ces pigeons pourrait aussi compléter l'ADN endommagé du dodo.
Un autre moyen envisagé[Par qui ?] pour recréer le dodo, ou, plus certainement, un animal très proche, est le croisement de différentes espèces de « cousins » du dodo, afin d'obtenir une nouvelle espèce réunissant le maximum de caractéristiques du dodo lui-même.

## Culture populaire et représentations

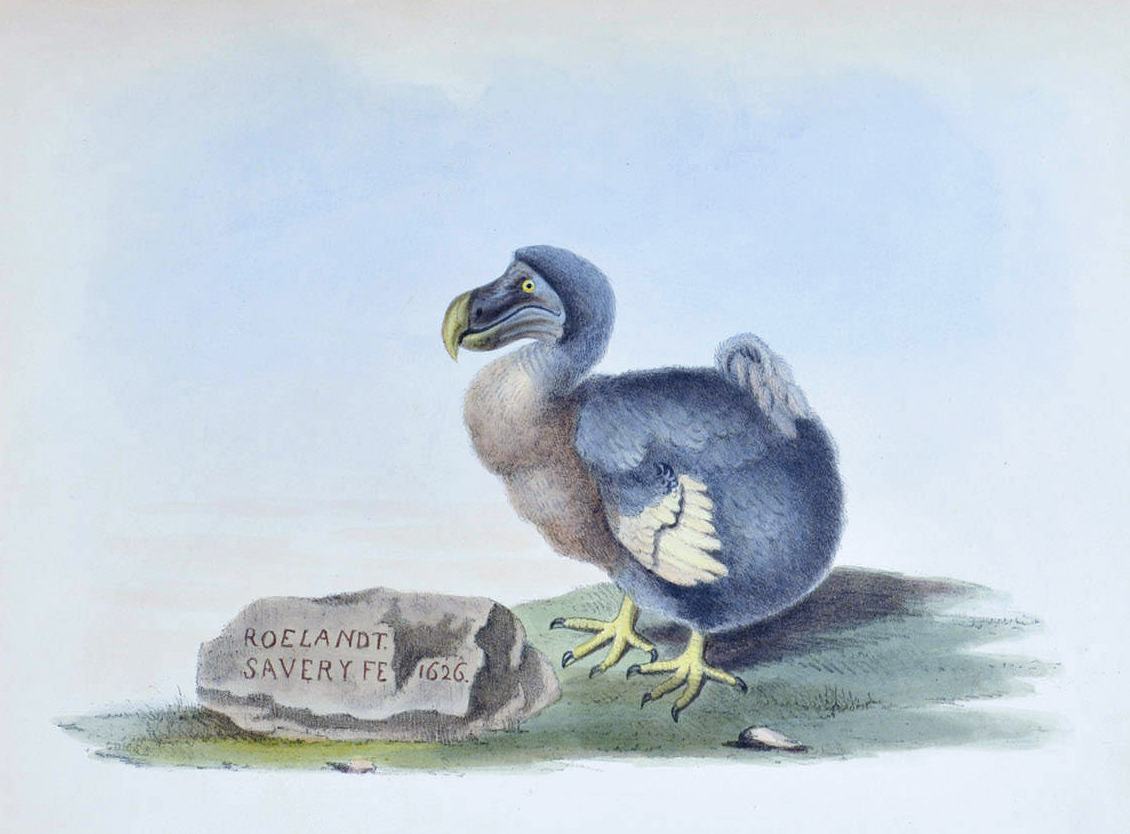
Le Dodo vu par Roelandt Savery, après observation d'un individu vivant importé en Europe (début du XVIIe siècle).

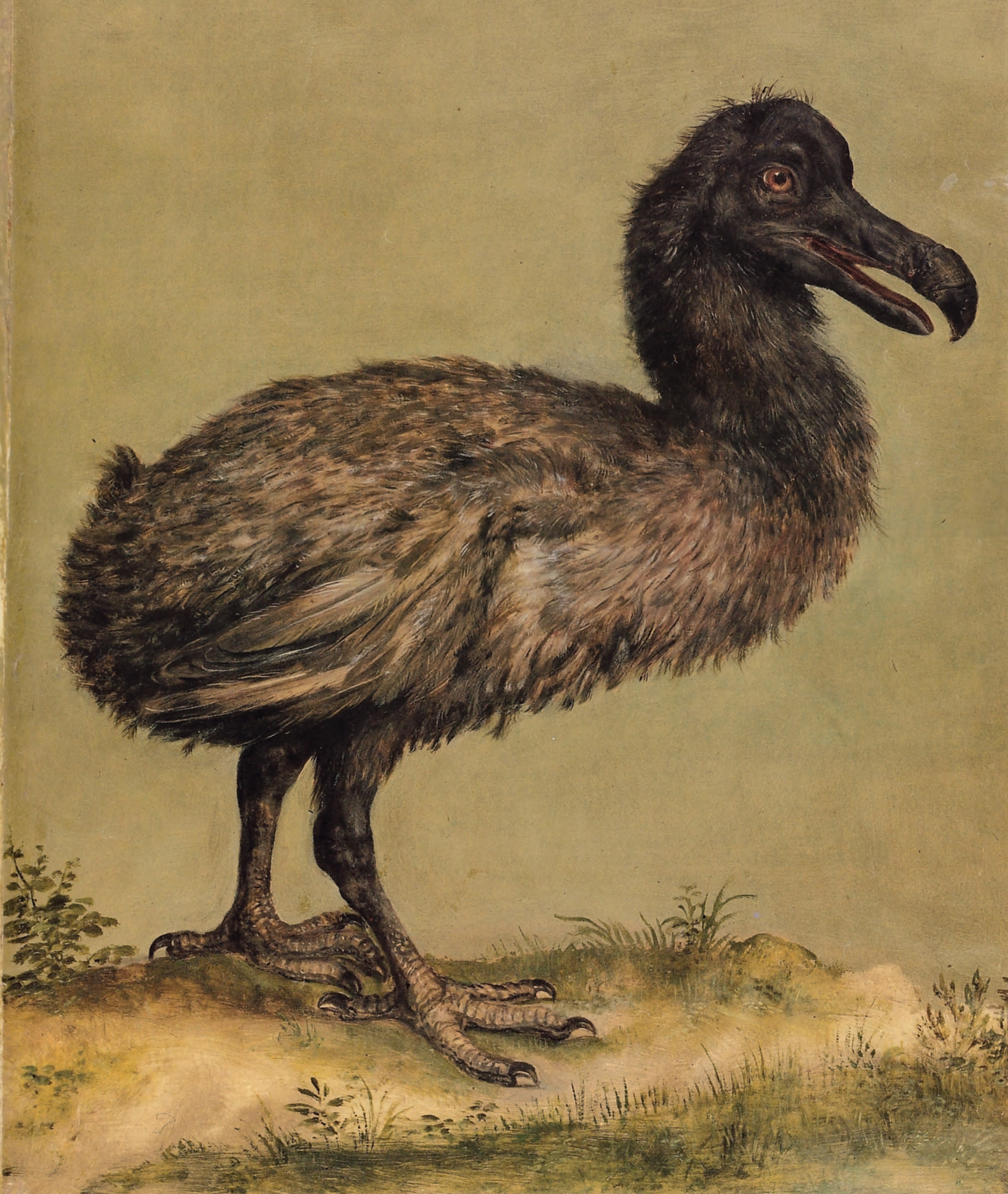
Spécimen de la collection de l'empereur Rodolphe II, à Prague, par Jacob Hoefnagel (début du XVIIe siècle).

Dans la culture, le Dodo est souvent considéré comme un animal stupide. C'est un personnage fréquent dans les films et séries télévisées d'animation, ainsi que dans les jeux vidéo. Il est aussi présent dans la littérature de jeunesse et de science-fiction.
L'image populaire de l'oiseau stupide vient de la célèbre peinture du XVIIe siècle de Roelandt Savery exposée au musée de l'université d'Oxford, et dont Lewis Carroll s'inspira dans Les Aventures d'Alice au pays des merveilles (1864). En 1990, Andrew Kitchener, biologiste au Royal Museum of Scotland, a créé deux reproductions grandeur nature du Dodo, l'une au musée d'Édimbourg, l'autre au musée d'Oxford. Basées sur des squelettes réels, elles représentent un oiseau plus mince et plus agile que celui de la peinture de Savery, qui avait vraisemblablement vu des individus gavés de biscuits. L'année suivante, la reconstitution de Kitchener a été confirmée lors de la découverte à La Haye des schémas réalisés en 1601 par Wolphart Harmanszoon.

## Honneur
L'astéroïde (6336) Dodo est nommé en son honneur.